# 日本映画プロダクション連盟
日本映画プロダクション連盟（にほんえいがプロダクションれんめい）は、1928年5月から1929年2月にかけて京都に存在した日本のインディペンデント系映画会社の集合組織である。
マキノ・プロダクションを退社したスター俳優の製作会社5社を中心として設立された。

## 略歴・概要
1928年（昭和3年）4月、牧野省三率いるマキノ・プロダクションの四国ブロック配給会社・三共社の山崎徳次郎は、阪東妻三郎プロダクションの経営者・立花良介とともに、以前から映画作家系インディーズの興行に熱心であった神戸の菊水キネマ商会の大島菊松らを中心とした全国150館の独立系映画館主に呼びかけ、「日本活動常設館館主連盟映画配給本社」を設立、配給会社の中間マージンを排除し、独立プロダクションへの製作費のダイレクトな出資および興行の方針を打ち出した。
同時期、片岡千恵蔵が先陣を切って退社し、嵐長三郎が牧野にかつて命名された名を返上して退社して嵐寛寿郎を名乗り、また山口俊雄、中根龍太郎、市川小文治、山本礼三郎、武井龍三、尾上梅太郎（「マキノ梅太郎」名返上）ら50数名のスターを中心とした俳優が大挙してマキノ・プロダクションを退社した。同年5月10日、片岡が「片岡千恵蔵プロダクション」（千恵プロ）を設立、嵐、山口、中根、小文治、山本もそれぞれプロダクションを設立、「千恵プロ」、嵐の「嵐寛寿郎プロダクション」（第1次寛プロ）を中心としたスタープロダクション5社が結成したのがこの「日本映画プロダクション連盟」である。
またこのとき、山崎に共鳴したマキノの大道具主任河合広始と撮影技師の田中十三もマキノを退社、京都・双ヶ丘に貸しスタジオ「日本キネマ撮影所」（双ヶ丘撮影所）を設立した。同撮影所は「日本映画プロダクション連盟の撮影所」と呼ばれることもあり、同連盟がもっぱらこれをレンタルし、スタッフ・キャストを共有し、協力して映画製作を行なった。
しかし、製作費の出資と興行をになう山崎の「館主連盟」が同年7月末には早くも瓦解、「千恵プロ」と「寛プロ」以外は解散を余儀なくされた。大島菊松が神戸に経営する「菊水館」を中心に興行に協力する映画館は残ったが、寛プロも翌1929年（昭和4年）2月には解散、嵐は東亜キネマ京都撮影所（等持院撮影所）に入社した。
「千恵プロ」は同年1月に嵯峨野に自前の撮影所「千恵蔵映画撮影所」をオープン、双ヶ丘撮影所を離れて映画製作を続行した。武井龍三は「千恵プロ」から独立、双ヶ丘撮影所に「武井龍三プロダクション」を設立し、3本の映画を製作したが、失敗に終り解散した。解散後のスターを含めたキャスト、スタッフのほとんどは、マキノ以外のメジャー系撮影所に移籍、あるいは舞台出身の者は舞台に戻った。

## メンバー
- 片岡千恵蔵プロダクション （片岡千恵蔵）
- 嵐寛寿郎プロダクション （嵐寛寿郎）
- 中根龍太郎喜劇プロダクション （中根龍太郎）
- 山口俊雄プロダクション （山口俊雄）
- 市川小文治歌舞伎映画プロダクション （市川小文治）
- 山本礼三郎プロダクション （山本礼三郎）
- 武井龍三プロダクション （武井龍三、千恵プロからの独立）

### 参加者
- 俳優 - 尾上梅太郎 （「マキノ梅太郎」改め）、林誠之助、香川良介、成松和一、市川芳之助
- 監督 - 稲垣浩、伊丹万作、富沢進郎
- 撮影 - 石本秀雄、田中十三